# 아미역
아미역(Ami Station, 牙美信號場)은 경기도 이천시 부발읍 가산리에 위치한 중부내륙선의 신호장이다. 부발역~가남역 구간 중간 신호장으로 신설되었다.

## 역사
- 2021년 11월 17일: 철도거리표 고시[1]
- 2021년 12월 31일: 개통